# خورودا
خورودا (به لاتین: Khoroda) یک منطقهٔ مسکونی در روسیه است که در تلیاراتین واقع شده‌است.